# 盘陀镇
盘陀镇是中国福建省漳州市漳浦县下辖的一个镇，位于漳浦县西南部，距县城13.6公里。

## 行政区划
盘陀镇共辖13个行政村，分别是：
蒲野村、上洞村、盘陀村、割埔村、和美村、东林村、产山村、仓里村、官陂村、通坑村、西厝村、新民村、芳埔村。